# Ira Hayes

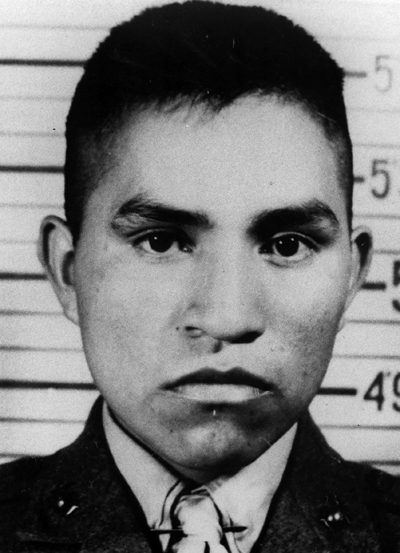
Ira Hamilton Hayes

Ira Hamilton Hayes (* 12. Januar 1923 in Sacaton, Arizona; † 24. Januar 1955 in Bapchule, Arizona) war ein Pima-Indianer, der im Zweiten Weltkrieg als Soldat des United States Marine Corps an der Schlacht um Iwojima teilnahm.
Berühmt wurde Hayes durch das vom US-amerikanischen Kriegsfotografen Joe Rosenthal geschossene Foto Raising the Flag on Iwo Jima, auf dem er zusammen mit fünf anderen Soldaten die US-Flagge auf einem Berg der japanischen Insel Iwojima hisste.

## Leben
Ira Hayes wurde im Gila River Indianer Reservat geboren. Am 24. August 1942 verließ er die High School und meldete sich beim Marine Corps an. Hayes wurde dort zum Fallschirmjäger ausgebildet. Dabei erhielt er den Spitznamen Chief Falling Cloud. Hayes war im 3. Fallschirmjägerbataillon der 3rd Marine Division, als er im März 1943 nach Neukaledonien verschifft wurde. Seinen ersten Kampfeinsatz hatte er auf Bougainville. Als er danach in die USA zurückkehrte, wurde er von seiner Familie als bodenständiger und disziplinierter empfunden als vor seiner Militärlaufbahn.
Nachdem die Fallschirmjägerverbände des Marine Corps aufgelöst wurden, kam er in die 5th Marine Division. Diese wurde im September 1944 nach Hawaii verlegt.

### Iwo Jima

Hayes war ganz links auf dem berühmten Foto Raising the Flag on Iwo Jima

Am 19. Februar 1945 nahm er an der Landung auf Iwojima und an der nachfolgenden Schlacht um Iwojima teil. Vier Tage nach der Invasion war der Berg Suribachi, der die Insel beherrscht, unter amerikanischer Kontrolle. Auf der Spitze des Berges wurde an diesem Tag die Flagge der Vereinigten Staaten gehisst. Da diese Flagge als zu klein angesehen wurde, bestieg ein weiterer Zug, bei dem auch Hayes dabei war, den Berg, um diese Flagge gegen eine größere auszutauschen. Während der Aufstellung dieser neuen Flagge fertigte der Kriegsfotograf Joe Rosenthal ein Bild, das zu einem der bekanntesten Fotos des Zweiten Weltkriegs und wahrscheinlich zu dem am häufigsten reproduzierten Bild überhaupt wurde. Das Bild erhielt 1945 den Pulitzer-Preis und diente später als Vorlage u. a. für das US Marine Corps War Memorial in Washington.

### Nach Iwojima
Von den sechs auf dem Foto abgebildeten Soldaten überlebten nur zwei die Schlacht um Iwojima: Harold Schultz und Hayes. Sie wurden zusammen mit Rene Gagnon, der lange fälschlicherweise als auf dem Bild abgebildet angenommen wurde, in die USA zurückbeordert und der Öffentlichkeit im Rahmen der Kriegspropaganda und der Werbung für eine Kriegsanleihe präsentiert.
Nach dem Ende des Krieges verlor diese Maßnahme an Bedeutung und Hayes kehrte auf Umwegen in das Indianerreservat zurück, aus dem er stammte. Er kam mit dem Ruhm, den die sechs Flagraisers praktisch über Nacht besaßen, nicht zurecht. Später litt er an einer posttraumatischen Belastungsstörung. Dadurch verfiel er dem Alkoholismus und wurde insgesamt 51-mal wegen Trunkenheit verhaftet. Über das Hissen der Flagge auf dem Berg Suribachi verlor er kaum noch Worte, über seinen Dienst im Marine Corps sprach er jedoch immer voller Stolz. Hayes plagten Gewissensbisse, dass sein Freund Harlon Block, der beim zweiten Hissen der Fahne auf dem Foto war, fälschlicherweise mit Henry Oliver „Hank“ Hansen verwechselt wurde, der beim ersten Hissen auf einem anderen Foto war. Deswegen trampte er 2000 Kilometer zu der Farm der Blocks, um diesen Irrtum zur Freude und Dankbarkeit der Familie Block aufzuklären.
Hayes sah sich nicht als Held und verschmähte seinen ungewollten Ruhm. Als ihn 1954 bei einer Ehrung durch Präsident Dwight D. Eisenhower im Weißen Haus ein Reporter fragte, wie ihm der Pomp und die Umstände gefielen, antwortet er mit gesenktem Kopf: „Gar nicht“.

### Tod

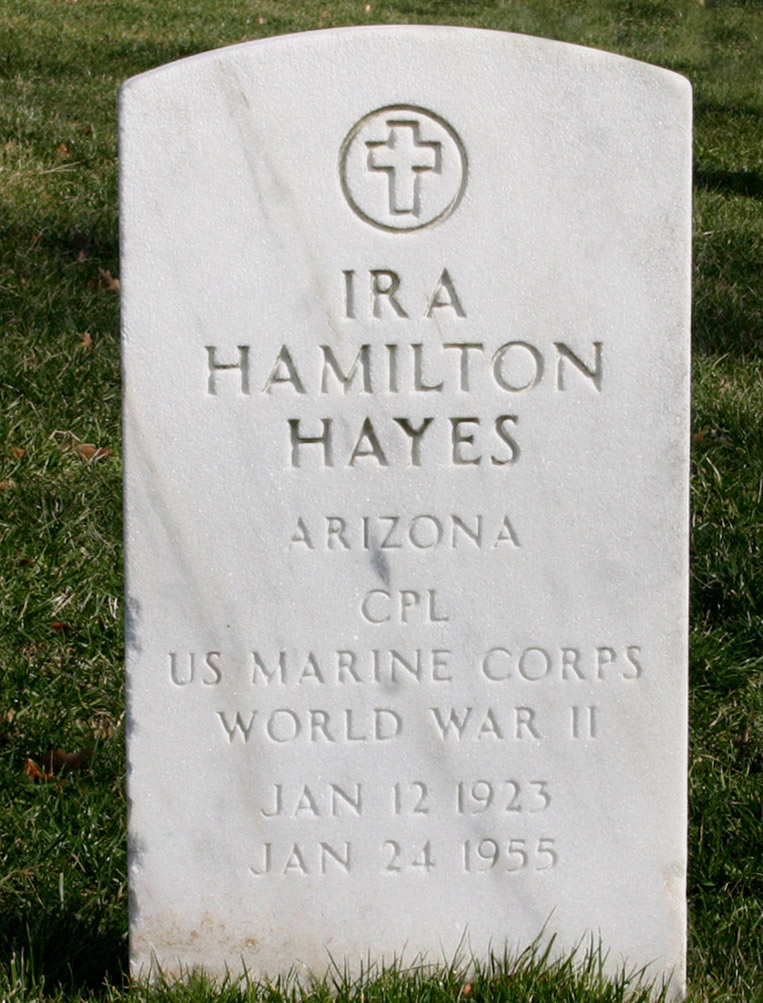
Grabstein von Hayes auf dem Nationalfriedhof Arlington

Ira Hayes wurde wenige Tage nach seinem 32. Geburtstag tot neben einer verlassenen Hütte in der Nähe seiner Wohnung aufgefunden. Er lag mit dem Gesicht nach unten in seinem eigenen Erbrochenen und Blut. In der Nacht zuvor hatte er mit anderen Männern, darunter seine Brüder Kenny und Vernon sowie einem Pima-Indianer namens Henry Setoyant, Karten gespielt und dabei Alkohol getrunken. Mit Setoyant soll es zu einem Handgemenge gekommen sein, woraufhin das Kartenspiel abgebrochen wurde und nur Hayes und Setoyant zurückblieben. Der Gerichtsmediziner kam zu dem Schluss, dass Hayes durch die Kombination von Unterkühlung und Alkohol zu Tode gekommen war. Allerdings bleibt sein Bruder Kenny überzeugt, dass der Tod etwas mit dem Handgemenge zu tun hatte. Es gab aber keine amtliche Untersuchung und Setoyant bestritt jegliche Vorwürfe, dass er mit Hayes noch eine Schlägerei hatte, nachdem alle Spieler fortgegangen waren.
Ira Hayes wurde auf dem Nationalfriedhof Arlington beigesetzt. Er liegt im Feld 34 auf Grab 479A. Bei seiner Beisetzung sagte der überlebende „Flagraiser“ Rene Gagnon folgende Worte:

„Wollen wir sagen, er hatte einen kleinen Traum in seinem Herzen, in dem eines Tages der Indianer dem Weißen gleichgestellt sein würde – und im Stande ist, sich überall in den Vereinigten Staaten frei zu bewegen.“

### Auszeichnungen
Ira Hayes wurde im Rang eines Corporal ehrenhaft aus dem Marine Corps entlassen. Er erhielt folgende Auszeichnungen:
- American Campaign Medal
- Asiatic-Pacific Campaign Medal
- Navy and Marine Corps Commendation Medal
- World War II Victory Medal
- Presidential Unit Citation

## Thematisierung in Liedern und Filmen

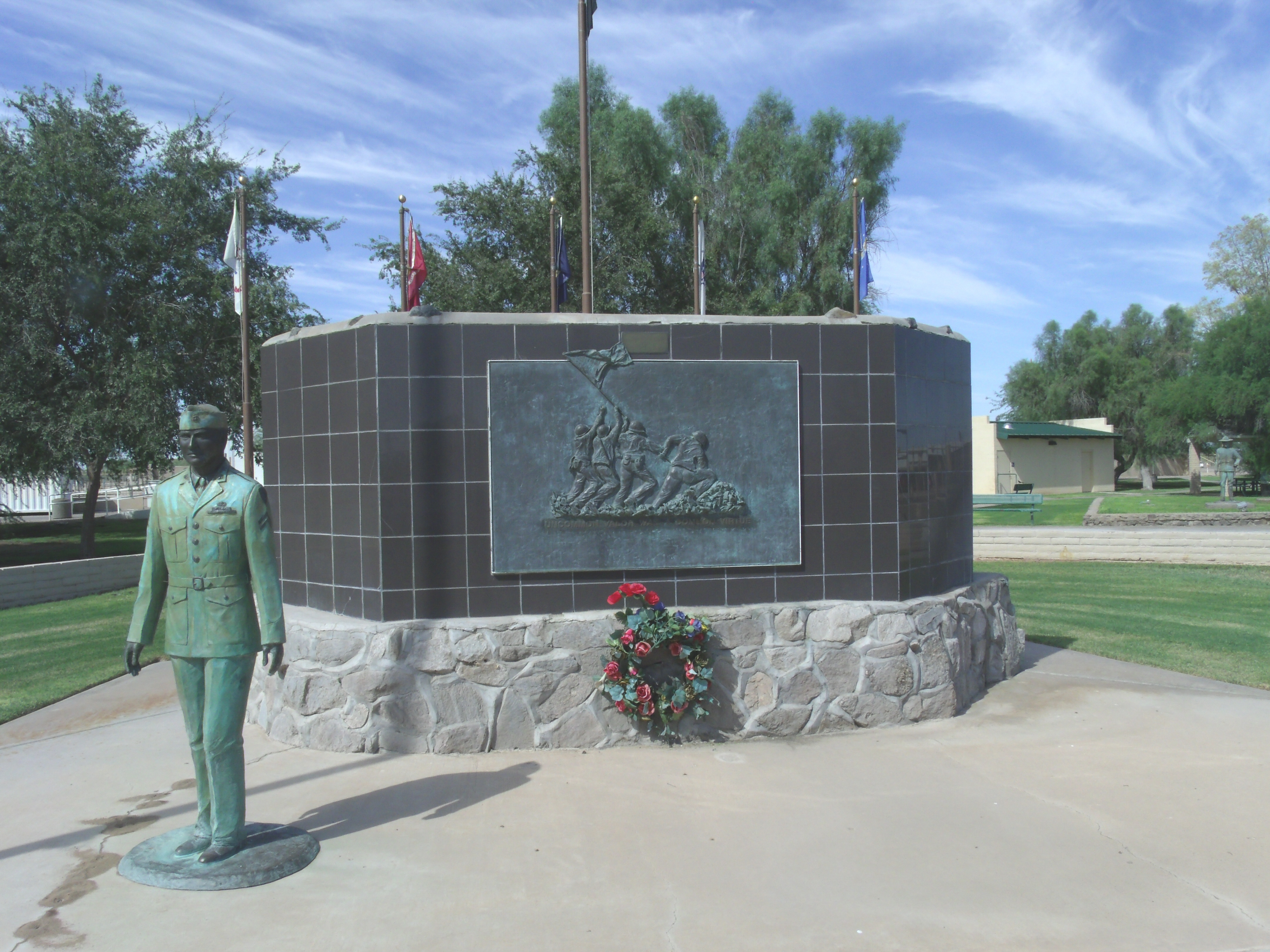
Das Ira Hayes Denkmal im Mathew Juan - Ira Hayes Veterans Memorial Park in Sacaton, Arizona

Jahre nach Hayes’ Tod wurde sein Schicksal einer breiten Öffentlichkeit durch den Song The Ballad of Ira Hayes des indianischen Folksängers Peter La Farge vom Stamm der Narraganset bekannt. Dieses Lied wurde später u. a. auch von Johnny Cash, Bob Dylan, Kris Kristofferson, Pete Seeger, Kinky Friedman und Townes Van Zandt interpretiert. Eine deutsche Fassung wurde 1978 von Volker Lechtenbrink veröffentlicht, jedoch fehlen ihr wesentliche Inhalte des Originals.
Hayes’ Leben wurde 1961 unter dem Titel Der Außenseiter (The Outsider) von Delbert Mann verfilmt, die Hauptrolle spielte Tony Curtis. Der Film wurde in Deutschland 1962 nur in einer unvollständigen Fassung gezeigt. Die letzten 15 Minuten wurden weggeschnitten. Der Film endete mit der Enthüllung des Kriegerdenkmals und glorifiziert den Helden. Sein wahres späteres Schicksal und sein Tod blieben dem deutschen Publikum vorenthalten. Erst 1996 zeigte das WDR Fernsehen die vollständige Fassung mit dem kompletten Ende. Die nun wieder eingefügten Teile wurden im Originalton belassen und deutsch untertitelt.
Der Film Flags of Our Fathers stellt das Leben der sechs Soldaten dar, die 1945 die amerikanische Flagge auf Iwojima hissten. Ira Hayes wurde darin von Adam Beach dargestellt.